# غابرييل موتشينو
غابرييلي موتشينو (بالإيطالية: Gabriele Muccino)‏ (من مواليد 20 مايو 1967) هو مخرج أفلام إيطالي. وهو الأخ الأكبر للممثل سيلفيو موكينو ، الذي غالبا ما يظهر في أفلام أخيه.
ولد في روما، واكتسبت غابرييل موكينو النجاح في أفلام مثل القبلة الأخيرة و السعي للسعادة و 7 أرطال.

## قائمة الأفلام
- Intolerance (episode "Max suona il piano") (1996)
- Un posto al sole (TV series) (1996)
- Ecco fatto (1998)
- Gli amici di Sara (TV) (1999)
- But Forever in My Mind (Come te nessuno mai) (1999)
- القبلة الأخيرة (2001)
- Remember Me, My Love (Ricordati di me) (2003)
- Chi siete venuti a cercare (TV) (2006)
- السعي للسعادة (2006)
- Heartango (promotional film for Intimissimi) (2007)
- Viva Laughlin (TV series) (2007)
- 7 أرطال (2008)
- Kiss Me Again (Baciami ancora) (2010)
- يلعب ليبقى (2012)
- الآباء والبنات 2015

## وصلات خارجبة
- غابرييل موتشينو على موقع IMDb (الإنجليزية)
- غابرييل موتشينو على موقع ألو سيني (الفرنسية)
- غابرييل موتشينو على موقع أول موفي (الإنجليزية)
- غابرييل موتشينو على موقع بوكس أوفيس موجو (الإنجليزية)
- غابرييل موتشينو على موقع قاعدة بيانات الأفلام السويدية (السويدية)
- غابرييل موتشينو على موقع قاعدة بيانات الفيلم (الإنجليزية)
- غابرييل موتشينو على موقع كينوبويسك (الروسية)